# NGC 2407
NGC 2407 est une galaxie lenticulaire relativement éloignée et située dans la constellation des Gémeaux. NGC 2407 a été découverte par l'astronome français Édouard Stephan en 1885.

## Caractéristiques
Sa vitesse par rapport au fond diffus cosmologique est de 5 889 ± 53 km/s, ce qui correspond à une distance de Hubble de 126,7 ± 8,9 Mpc (∼413 millions d'al).